# Bathypterois grallator
Bathypterois grallator – gatunek ryby z rodziny Ipnopidae. Niezwykłą cechą tych ryb są przekształcone płetwy piersiowe i ogonowa, służące im jako podpory do stania na dnie morza w oczekiwaniu na zdobycz. Stąd angielska nazwa Bathypterois grallator – tripod fish.
Ryby tego gatunku osiągają 36,8 cm standardowej długości. Niewiele wiadomo o ich biologii; występuje u nich synchroniczny hermafrodytyzm. Odżywiają się widłonogami i innymi planktonicznymi skorupiakami.
Występuje w oceanach, od 45°N do 27°S i od 98°W do 52°E, na głębokościach od 878 do 4720 m.